# Darko Micevski
Darko Micevski (in macedone Дарко Мицевски?; Skopje, 12 aprile 1992) è un calciatore macedone, centrocampista del Vardar.

## Carriera

### Club
Il 1º luglio 2018 viene acquistato a titolo definitivo dalla squadra macedone del Vardar.

## Palmarès

### Club

#### Competizioni nazionali
- Coppa di Macedonia: 1

Teteks: 2012-2013
- Campionato macedone: 1

Vardar: 2019-2020
- Campionato lettone: 1

RFS Riga: 2021